# Архірилея чорна
Архірилея чорна (Archirilleya inopinata) — вид комах з родини Eurytomidae.

## Морфологічні ознаки
Тіло самиці видовжено-циліндричне, 2,5–4 мм завдовжки, чорне. Самець менших розмірів, 2–3 мм, забарвлення як у самиці, відрізняється від самиці дещо коротшим черевцем. Скульптура поверхні в обох статей дрібно комірчаста, на черевці виражена дещо слабше, ніж на дорсальній поверхні грудей. Крила незабарвлені. Жилкування з довгими маргінальною та постмаргінальною жилками. Вусики з 8-члениковим джгутиком і 3-члениковою булавою. Груди слабко опуклі, проміжний сегмент майже горизонтальний. Черевце циліндричне, у самиці дещо довше за голову та груди взяті разом, у самця дещо коротше за довжину голови та грудей. Яйцеклад самиці короткий, не виступає за вершину черевця.

## Поширення
Реліктовий вид. Представник монотипного роду Archirilleya. Лісостепова і степова зони України, південне узбережжя Криму. Ксерофітні угруповання переважно на схилах сухих балок у Лісостепу або в не загущених степових ділянках півдня України (Крим, Херсонська область), де спостерігається висока чисельність основного хазяїна цього виду — стеблового цвіркуна-екантуса. Чисельність незначна (поодинокі особини).

## Особливості біології
Дає 1 генерацію на рік. Зовнішній паразит яєць стеблових цвіркунів рідше коників (Orthoptera, Tettigoniidae) та деяких цикад (Homoptera, Auchenorrhyncha) в стеблах трав'янистих рослин (Oryganum, Achillea, Cephalaria та багатьох інших). Літ імаго — в липні–серпні. Самиця відкладає яйце в стебла трав'янистих рослин, серцевина яких містить кладки цвіркунів, коників, зрідка деяких цикад. Личинки висмоктують вміст яйця, переповзаючи від одного до іншого, знищуючи, як правило, всю кладку хазяїна. Зимують дорослі личинки.

## Загрози та охорона
Загрози: руйнування екотипів унаслідок витоптування свійськими тваринами, надмірного випасання та рекреаційного навантаження.
Охорона не проводиться. Охорона виду можлива в степових заповідниках та при охороні екотипів шляхом створення мікрозаповідників у степовій та лісостеповій зонах.